# Andante et scherzo de Schmitt
Pour les articles homonymes, voir Andante et scherzo.
Andante et scherzo, opus 35, est une œuvre pour harpe et quatuor à cordes de Florent Schmitt composée en 1906.

## Présentation
Première partition de musique de chambre d'importance de Florent Schmitt, l'Andante et scherzo, op. 35, composé en 1906, est écrit pour harpe chromatique et quatuor à cordes. La partition est dédiée à la harpiste Hélène Zielinska,,.
L'œuvre est créée en octobre 1907 à Paris, avec Lucile Wurmser-Delcourt et le quatuor Parent,, puis jouée à la Société nationale de musique le 4 avril 1908 (annoncée comme étant une première audition publique), et publiée la même année par les éditions Mathot.

## Analyse
Concernant la pièce, la musicologue Catherine Lorent relève que, « comme Ravel vient de faire éditer en 1906 son Introduction et Allegro pour harpe, flûte, clarinette et quatuor à cordes, son ami facétieux, lui répond cette même année par un Andante et Scherzo op.35, (titre évoquant deux mouvements qui traditionnellement pourraient être placés en 2e et 3e positions après l'Allegro ravélien) ».
Pierre-Octave Ferroud relève pour sa part dans l'œuvre le traitement des cordes, qui « sont presque toujours opposées à la harpe en tant que masse séparée et constituent donc pratiquement un petit orchestre », et souligne en particulier « sa liberté rythmique, avec un usage continu d'accents à contre-temps, tout en maintenant un merveilleux sens de l'équilibre ».
Pour Yves Rassendren, la partition « met en valeur une harpe virtuose, ondoyant en de longs arpèges dans les deux lento encadrant un scherzo d'une grande liberté rythmique ».

## Discographie
- André Caplet et ses contemporains — André Caplet (Divertissements pour harpe, Conte fantastique pour harpe et quatuor à cordes, Deux sonnets pour soprano et harpe, Impressions d'automne), Claude Debussy (Danses pour harpe et quintette à cordes), Henriette Renié (Ballade fantastique pour harpe) et Florent Schmitt (Andante et Scherzo pour harpe et quatuor à cordes) — Sandrine Chatron (harpe), Quatuor Elias, Ambroisie AMB 9978, 2005[10].

### Ouvrages généraux
- François-René Tranchefort (dir.), Guide de la musique de chambre, Paris, Fayard, coll. « Les Indispensables de la musique », 1989, 995 p. (OCLC 21318922, BNF 35064530), p. 773-778.
- Pierre-Octave Ferroud, « Schmitt, Florent », dans Walter Willson Cobbett et Colin Mason (dir.), Dictionnaire encyclopédique de la musique de chambre, vol. II : K–Z, Paris, Éditions Robert Laffont, coll. « Bouquins », 1999 (1re éd. 1929), 1627 p. (ISBN 2-221-07848-9), p. 1291-1298.

### Monographies
- Catherine Lorent, Florent Schmitt, Paris, Bleu nuit éditeur, coll. « Horizons » (no 27), 2012, 176 p. (ISBN 978-2-35884-016-3, BNF 42581018).
- Madeleine Marceron, Florent Schmitt, Paris, Ventadour, coll. « Paroles sans musique », 1959, 48 p. (BNF 37748441).